# Esteban Pavletich
Esteban Pavletich Trujillo (Huánuco, 1906 - Lima, 1981) fue un escritor y activista político peruano, condecorado con la insignia de Caballero de la Ordre des Arts et des Lettres en 1960. Es considerado uno de los más ilustres intelectuales y luchadores sociales huanuqueños.

## Biografía
Fue hijo de Esteban Pavletich Stiglich, un inmigrante yugoslavo, y Josefa Melida Trujillo Vega, nativa de Huánuco. 
Desde muy joven Pavletich toma partido por las ideas revolucionarias de la generación vanguardista de 1920 cuyos líderes fueron Víctor Raúl Haya de la Torre y José Carlos Mariátegui. Es así como en 1925 se convierte en representante de la Federación de Estudiantes del Perú por la Universidad Católica. Debido a su participación en las jornadas del 23 de mayo sufre un temprano encarcelamiento en la Isla El Frontón y es deportado a Panamá al lado de otros exiliados revolucionarios. 
En Panamá, contribuyó a organizar una liga nacional de inquilinos y varias de las primeras huelgas estudiantiles. Poco tiempo después, fue expulsado y viajó a Guatemala, país del cual fue rápidamente deportado nuevamente después de ser acusado de promover una huelga contra la United Fruit Company.
En México formó parte activa del grupo de exiliados apristas que colaboraban con José Carlos Mariátegui enviando artículos y poesía a la revista AMAUTA y participaba con Víctor Raúl Haya de la Torre en la formación de la primera célula del APRA en América Latina, la célula aprista de México o sección mexicana del APRA fundada en 1928. A su paso por Cuba en 1927, al lado de Serafín Delmar y Magda Portal había sido encarcelado por el dictador Gerardo Machado. Una vez liberado, regresó a México desde donde colaboró con la revista Boletín Titikaka (números de septiembre y octubre de 1927), a la par que todos los miembros de la célula revolucionaria aprista de 1928: Martí Casanovas, Carlos Manuel Cox, Serafín Delmar, Magda Portal y Manuel Vásquez Díaz. LLegaron las noticias de la invasión norteamericana a Nicaragua. Conmovido por la campaña militar emprendida por el general Augusto César Sandino, a pie y con una magra bolsa de dinero colectado por la célula aprista en México, decide dirigirse a las Segovias para solicitar su ingreso en las guerrillas sandinistas. A los 22 años de edad, el general Sandino lo incorporó a su estado mayor en Chipotón. De una carta enviada por Delmar a Haya de la Torre, el día 29 de marzo de 1929 y publicada en Los Inicios se deduce que, la acción de Pavletich no fue aislada y estuvo secundada por su grupo de amigos de la célula aprista en México quienes realizan una bolsa común para el valiente y joven revolucionario.Así también que hasta 1929, Pavletich no se había desvinculado del APRA. 

En 1930 fue a El Salvador, donde trabajó bajo la orden de Farabundo Martí, Secretario General del Partido Comunista Salvadoreño, que dirigió las guerrillas campesinas del año 32. Más tarde, de regreso al Perú, ingresó en las filas del Partido Comunista y participó en las luchas obreras. Por encargo de José Carlos Mariátegui, organizó el congreso minero de la Oroya.En 1945 es elegido diputado por el Departamento de Huánuco, y luego desaforado por el gobierno entrante. Fue agregado cultural en las ciudades de Quito, Bogotá, La Paz y Santiago de Chile. En 1959, su novela "No se suicidan los muertos" ganó el Premio Nacional de Novela. Además, fue director del diario oficial El Peruano durante el segundo gobierno del presidente Manuel Prado Ugarteche.
Falleció en la ciudad de Lima el 8 de febrero de 1981. Está enterrado en el Cementerio El Ángel.
https://www.sineace.gob.pe/tag/iesp-esteban-pavletich/

## Obra

### Poesía
- 6 poemas de la revolución (1927)
- Revelación de Kotosh (1964)

### Cuento
- Tres Relatos (1959)
- La Verruga (1962)

### Novela
- Extraño caso de amor (1954)
- No se suicidan los muertos (1957)

### Ensayo
- Autopsia de Huánuco (1937)
- Emiliano Zapata precursor del agrarismo americano (1959)
- Bolívar periodista (1960)
- Un tal Gabriel Aguilar (1967)
- La Picaresca y la Ascética en la conquista de América (1990)

### Biografía Histórica
- Leoncio Prado (1939)